# Leichtathletik-Weltmeisterschaften 2009/Teilnehmer (Kanada)
| Gelbes Symbol für Goldmedaillen mit stilisierten Olympischen Ringen | Graues Symbol für Silbermedaillen mit stilisierten Olympischen Ringen | Braundes Symbol für Bronzemedaillen mit stilisierten Olympischen Ringen |
| ------------------------------------------------------------------- | --------------------------------------------------------------------- | ----------------------------------------------------------------------- |
| —                                                                   | 1                                                                     | —                                                                       |

Der kanadische Leichtathletik-Verband stellte 29 Athleten bei den Leichtathletik-Weltmeisterschaften 2009 in Berlin.

## Ergebnisse

### Männer

#### Laufdisziplinen
| Athlet                                                                                      | Disziplin        | Vorlauf     | Vorlauf | Viertelfinale      | Viertelfinale      | Halbfinale         | Halbfinale         | Finale             | Finale             |
| Athlet                                                                                      | Disziplin        | Zeit        | Platz   | Zeit               | Platz              | Zeit               | Platz              | Zeit               | Platz              |
| ------------------------------------------------------------------------------------------- | ---------------- | ----------- | ------- | ------------------ | ------------------ | ------------------ | ------------------ | ------------------ | ------------------ |
| Bryan Barnett                                                                               | 100 m            | 10,42 s     | 40      | nicht qualifiziert | nicht qualifiziert | nicht qualifiziert | nicht qualifiziert | nicht qualifiziert | nicht qualifiziert |
| Jared Connaughton                                                                           | 200 m            | 20,82 s     | 18      | DSQ                | DSQ                | –                  | –                  | –                  | –                  |
| Sam Effah                                                                                   | 200 m            | 20,80 s     | 40      | 20,97 s            | 25                 | nicht qualifiziert | nicht qualifiziert | nicht qualifiziert | nicht qualifiziert |
| Gavin Smellie                                                                               | 200 m            | 20,71 s     | 9       | 21,27 s            | 28                 | nicht qualifiziert | nicht qualifiziert | nicht qualifiziert | nicht qualifiziert |
| Gary Reed                                                                                   | 800 m            | 1:45,76 min | 1       |                    |                    | 1:45,60 min        | 8                  | nicht qualifiziert | nicht qualifiziert |
| Nathan Brannen                                                                              | 1500 m           | 3:38,35 min | 7       |                    |                    | 3:38,97 min        | 20                 | nicht qualifiziert | nicht qualifiziert |
| Reid Coolsaet                                                                               | Marathon         |             |         |                    |                    |                    |                    | 2:16:53 h PB       | 25                 |
| Giitah Macharia                                                                             | Marathon         |             |         |                    |                    |                    |                    | 2:25:40 h SB       | 55                 |
| Andrew Smith                                                                                | Marathon         |             |         |                    |                    |                    |                    | 2:24:48 h          | 52                 |
| Dylan Wykes                                                                                 | Marathon         |             |         |                    |                    |                    |                    | 2:18:00 h SB       | 33                 |
| Rob Watson                                                                                  | 3000 m Hindernis | 8:44,73 min | 30      |                    |                    |                    |                    | nicht qualifiziert | nicht qualifiziert |
| Oluseyi Smith Jared Connaughton Bryan Barnett Hank Palmer nur Vorlauf Sam Effah nur Vorlauf | 4 × 100 m        | 38,60 s SB  | 6       |                    |                    |                    |                    | 38,39 s SB         | 5                  |

#### Sprung/Wurf
| Athlet          | Disziplin   | Qualifikation | Qualifikation | Finale             | Finale             |
| Athlet          | Disziplin   | Weite/Höhe    | Platz         | Weite/Höhe         | Platz              |
| --------------- | ----------- | ------------- | ------------- | ------------------ | ------------------ |
| Dylan Armstrong | Kugelstoßen | 19,86 m       | 16            | nicht qualifiziert | nicht qualifiziert |

### Frauen

#### Laufdisziplinen
| Athletin                                                  | Disziplin    | Vorlauf        | Vorlauf | Halbfinale         | Halbfinale         | Finale             | Finale             |
| Athletin                                                  | Disziplin    | Zeit           | Platz   | Zeit               | Platz              | Zeit               | Platz              |
| --------------------------------------------------------- | ------------ | -------------- | ------- | ------------------ | ------------------ | ------------------ | ------------------ |
| Adrienne Power                                            | 200 m        | 23,38 s        | 25      | nicht qualifiziert | nicht qualifiziert | nicht qualifiziert | nicht qualifiziert |
| Esther Akinsulie                                          | 400 m        | 53,21 s        | 25      | nicht qualifiziert | nicht qualifiziert | nicht qualifiziert | nicht qualifiziert |
| Tara Quinn-Smith                                          | Marathon     |                |         |                    |                    | 2:39:19 h SB       | 35                 |
| Rachel Lavallée                                           | 20 km Gehen  |                |         |                    |                    | 1:45:45 h          | 35                 |
| Perdita Felicien                                          | 100 m Hürden | 12,77 s        | 6       | 12,58 s            | 3                  | 15,53 s            | 8                  |
| Priscilla Lopes-Schliep                                   | 100 m Hürden | 12,56 s        | 1       | 12,60 s            | 4                  | 12,54 s            | Silber             |
| Angela Whyte                                              | 100 m Hürden | 13,27 s        | 26      | nicht qualifiziert | nicht qualifiziert | nicht qualifiziert | nicht qualifiziert |
| Esther Akinsulie Adrienne Power Jenna Martin Carline Muir | 4 × 400 m    | 3:29,17 min SB | 6       |                    |                    | nicht qualifiziert | nicht qualifiziert |

#### Sprung/Wurf
| Athletin        | Disziplin      | Qualifikation | Qualifikation | Finale             | Finale             |
| Athletin        | Disziplin      | Weite/Höhe    | Platz         | Weite/Höhe         | Platz              |
| --------------- | -------------- | ------------- | ------------- | ------------------ | ------------------ |
| Kelsie Hendry   | Stabhochsprung | 4,40 m        | 16            | nicht qualifiziert | nicht qualifiziert |
| Ruky Abdulai    | Weitsprung     | 6,45 m        | 15            | nicht qualifiziert | nicht qualifiziert |
| Alice Falaiye   | Weitsprung     | 6,09 m        | 34            | nicht qualifiziert | nicht qualifiziert |
| Sultana Frizell | Hammerwurf     | 70,98 m       | 8             | 70,88 m            | 10                 |
| Jennifer Joyce  | Hammerwurf     | 67,07 m       | 23            | nicht qualifiziert | nicht qualifiziert |

#### Siebenkampf
| Athletin        | Disziplin | 100 m Hürden | Hochsprung | Kugelstoßen | 200 m   | Weitsprung | Speerwurf | 800 m          | Punkte | Platz |
| --------------- | --------- | ------------ | ---------- | ----------- | ------- | ---------- | --------- | -------------- | ------ | ----- |
| Brianne Theisen | Ergebnis  | 13,69 s PB   | 1,77 m PB  | 11,07 m     | 24,62 s | 5,82 m     | 43,84 m   | 2:12,62 min PB | 5949   | 15    |
| Brianne Theisen | Punkte    | 1023         | 941        | 600         | 922     | 795        | 741       | 927            | 5949   | 15    |